# Princeville (Carolina del Nord)
Princeville és una població dels Estats Units a l'estat de Carolina del Nord. Segons el cens del 2000 tenia 940 habitants.

## Demografia
Segons el cens del 2000, Princeville tenia 940 habitants, 346 habitatges i 255 famílies. La densitat de població era de 228,3 habitants per km².
Dels 346 habitatges en un 27,2% hi vivien nens de menys de 18 anys, en un 40,5% hi vivien parelles casades, en un 27,5% dones solteres, i en un 26,3% no eren unitats familiars. En el 24,3% dels habitatges hi vivien persones soles el 10,1% de les quals corresponia a persones de 65 anys o més que vivien soles. El nombre mitjà de persones vivint en cada habitatge era de 2,72 i el nombre mitjà de persones que vivien en cada família era de 3,21.
Per edats la població es repartia de la següent manera: un 25,9% tenia menys de 18 anys, un 8,6% entre 18 i 24, un 24,9% entre 25 i 44, un 29,9% de 45 a 60 i un 10,7% 65 anys o més.
L'edat mediana era de 38 anys. Per cada 100 dones de 18 o més anys hi havia 76,9 homes.
La renda mediana per habitatge era de 31.667 $ i la renda mediana per família de 35.625 $. Els homes tenien una renda mediana de 23.281 $ mentre que les dones 19.886 $. La renda per capita de la població era de 12.603 $. Entorn del 14% de les famílies i el 17,6% de la població estaven per davall del llindar de pobresa.

## Poblacions més properes
El següent diagrama mostra les poblacions més properes.